# Atlanta (U-Boot)
Die USS Atlanta (SSN-712) war ein Atom-U-Boot der United States Navy und gehörte der Los-Angeles-Klasse an.

## Geschichte
Die Atlanta wurde 1975 bei Newport News Shipbuilding in Auftrag gegeben. Drei Jahre später erfolgte auf der Werft in Newport News die Kiellegung, nach exakt zwei Jahren war der Bau abgeschlossen und das Schiff von der Ehefrau von Sam Nunn nach der Stadt Atlanta in Georgia getauft. 1982 wurde das Schiff bei der United States Navy in Dienst gestellt.
1986 lief die Atlanta in der Straße von Gibraltar auf Grund. Dabei wurden das Sonarsystem und der vordere Ballasttank beschädigt. Das U-Boot konnte mit eigenem Antrieb nach Gibraltar fahren. Nach einer Woche mit intensiven Untersuchungen der Schäden lief die Atlanta ebenfalls mit eigenem Antrieb nach Norfolk, Virginia, wo die Beschädigung repariert wurde.
Bereits 1999 wurde die Atlanta außer Dienst gestellt. Dies geschah aus Kostengründen, das Boot war ursprünglich für eine 30–35 Jahre lange Dienstzeit vorgesehen. Der Rumpf wartet in der Norfolk Naval Shipyard auf die Abwrackung im Rahmen des Ship-Submarine Recycling Program, die 2011 starten soll.
In ihrer 17-jährigen Laufbahn vollendete die Atlanta sechs Verlegungen ins Mittelmeer und drei in den Westatlantik.